# Provincia de Bahía Milne
La Provincia de Bahía Milne o Milne Bay es una de las veinte divisiones administrativas del Estado Independiente de Papúa Nueva Guinea. La ciudad capital de la provincia es la ciudad de Alotau.

## Geografía
La superficie de esta división administrativa es de 14 345 kilómetros cuadrados.

## Población
La provincia tiene una población de 209 054 personas. Considerando la superficie del territorio que abarca, su densidad poblacional es de 15 hab./km² aproximadamente.

## Economía
Económicamente la provincia depende mayormente del turismo, también de la producción del aceite de Elaeis y de la extracción de oro. Además de estas grandes industrias que hay muchos proyectos de producción a pequeña escala respecto al cultivo de cacao y copra.

## Distritos
Esta provincia se encuentra fraccionada en cuatro distritos:
- Alotau
- Esa'ala
- Kiriwina-Goodenough
  - Trobriand
  - Goodenough
- Samarai-Murua
  - Samarai
  - Luisiadas

- Datos: Q874962
- Multimedia: Milne Bay Province / Q874962